# Don Dracula
Don Dracula (ドン・ドラキュラ, Don Dorakyura) est un manga de Osamu Tezuka, prépublié au Japon dans le Weekly Shōnen Champion de l'éditeur Akita Shoten entre mai et décembre 1979. Il a connu une adaptation en série animée produite par Tezuka Productions en 1982.

## Synopsis
Après avoir vécu longtemps en Transylvanie, Dracula se réveille soudainement à Tokyo : une entreprise à racheté son château pour le reconstruire pierre par pierre dans cette nouvelle ville. Le Comte, sa fille Chocola et leur fidèle serviteur Igor devront s'adapter à cette nouvelle vie alors que le chasseur de vampire Van Helsing continue de les traquer,.

## Personnages
Comte Dracula
Le célèbre vampire. Il a beaucoup de mal à s'adapter à la vie Japon. Il est affaibli par l'eau, les croix et la lumière du soleil lui est fatal.
Chocola
Fille de Dracula. Elle suit des cours du soir à "Matsutachi Junior High School" à Tokyo. Moitié vampire et moitié loup-garou, Chocola peut très bien survivre dans l'eau, mais elle reste mortellement sensible au soleil.
Van Helsing
L'ennemi bien connu de Dracula. Il est déterminé à éradiquer tous les vampires de la Terre. Malheureusement pour lui, il souffre d'un cas grave d'hémorroïdes. Il suit Dracula à Tokyo où il obtient un emploi d'enseignant à "Matsutani Junior High School".
Igor
Le serviteur de Dracula et Chocola. Il est en fait assez généreux malgré son apparence féroce.

## Anime
Le manga est adapté en anime de 8 épisodes de 24 minutes sous le même titre. Réalisé par Tezuka Productions, il est diffusé pour la première fois du 5 avril 1982 au 26 avril 1982,.

### Doublage
| Personnages     | Personnages     | Voix japonaises  |
| --------------- | --------------- | ---------------- |
| Don Dracula     | Don Dracula     | Kenji Utsumi     |
| Chocola         | Chocola         | Saeko Shimazu    |
| Van Helsing     | Van Helsing     | Junpei Takiguchi |
| Igor            | Igor            | Takao Ohyama     |
| Blonda          | Blonda          | Tomie Kataoka    |
| Bat Yasube      | Bat Yasube      | Kaneta Kimotsuki |
| Inspector Murai | Inspector Murai | Masaru Ikeda     |

 Sauf indication contraire, les informations mentionnées dans cette section peuvent être confirmées par la base de données cinématographiques IMDb,  présente dans la section « Liens externes ».

### Documentation
- Hervé Brient, « Don Dracula », dans Manga 10 000 Images n°2, Versailles : Éditions H, février 2009, p. 152-153.